# Међународна федерација водених спортова
Међународна федерација водених спортова (енгл. World Aquatics), раније познати као Фина (фр. Fédération Internationale de Natation Amateur), јесу међународна организација свих националних спортских савеза за ове спортове: пливање, ватерполо, скокови у воду, синхроно пливање и даљинско пливање.
Основана је 19. јула 1908. за време Олимпијских игара у хотелу „Манчестер” у Лондону као Међународна пливачка федерација (фр. Fédération Internationale de Natation Amateur), од стране представника пливачких спортских савеза из Белгије, Данске, Немачке, Финске, Енглеске, Шведске и Мађарске. Циљ оснивања је био убрзати уједињење до тада несређених пливачких такмичења. Под споменутим именом је постојала све до 2023. када је променила име у Светски водени спортови (енгл. World Aquatics) , како се у називу не би дискриминисали спортови који се одигравају у води, а нису искључиво пливачки.
У чланству Светских водених спортова се налазе 209 национална савеза.(2017) Седиште СВС-а је у Лозани, Швајцарска.
Данашњи председник је Хусен ел Мусалам из Кувајта.
Светски водени спортови организују многа међународна такмичења, међу којима су најважнија:
- Светско првенство у воденим спортовима од 1973.
- Светско првенство у пливању у малим базенима од 1993.

Од 2010. Светски водени спортови додељују награде за најбоље такмичаре у воденим спортовима.